# Leifeng, Fujian
Leifeng (kinesiska: 雷峰) är en köping i sydöstra Kina. Den ligger i Dehua härad i staden Quanzhou i provinsen Fujian, omkring 120 kilometer sydväst om provinshuvudstaden Fuzhou. Antalet invånare är 5 394. Befolkningen består av 2 689 kvinnor och 2 705 män. Barn under 15 år utgör 11,0 %, vuxna 15-64 år 70 %, och äldre över 65 år 18,0 %.